# The Mandalorian
The Mandalorian (tạm dịch tiếng Việt: Người Mandalore) là một loạt phim truyền hình thuộc thể loại khoa học viễn tưởng của Mỹ, dựa trên và nằm trong vũ trụ hư cấu của Chiến tranh giữa các vì sao, được phát sóng trên Disney+. Loạt phim lấy bối cảnh 5 năm sau các sự kiện của phần phim Chiến tranh giữa các vì sao: Sự trở lại của Jedi, theo chân của một thợ săn tiền thưởng người Mandalorian tên Din Djarin, thủ vai bởi Pedro Pascal, trong hành trình chạy trốn khỏi sự truy đuổi của nền Cộng hòa mới. Jon Favreau là nhà biên kịch cho chương trình và điều hành sản xuất cùng với Dave Filoni, Kathleen Kennedy, và Colin Wilson.

## Tập phim
| TT. | Tiêu đề                     | Đạo diễn            | Biên kịch                                                                   | Ngày phát sóng gốc   |
| --- | --------------------------- | ------------------- | --------------------------------------------------------------------------- | -------------------- |
| 1 | "Chương 1: Người Mandalore" | Dave Filoni         | Jon Favreau                                                                 | 12 tháng 11 năm 2019 |
| Năm năm sau sự sụp đổ của Đế chế Thiên hà một thợ săn tiền thưởng Mandalore tới gặp Greef Karga. Anh chấp nhận một nhiệm vụ tuyệt mật tại hành tinh tiền đồn Nevarro từ một khách hàng có quan hệ với Đế chế, chỉ dẫn cho anh cách lần dấu và bắt giữ một đối tượng 50 tuổi. Tuy Khách hàng không quan tâm đến sự sống còn của đối tượng, Tiến sĩ Pershing khăng khăng rằng nó phải còn sống. Người Mandalore được đặt cọc một thỏi sắt Beskar duy nhất, thứ kim loại rất quý đối với người của anh. Anh tới một căn cứ Mandalore nhỏ, nơi anh được rèn cho một cái giáp vai mới. Tới hành tinh nơi đối tượng được nhìn thấy lần cuối, người Mandalore được hỗ trợ bởi một nông dân ẩm tên Kuiil. Mệt mỏi về loạn lạc do bọn thợ săn tiền thưởng gây ra tại nơi đây, Kuiil đưa anh tới địa điểm và rời đi. Đi vào sảo huyệt được phòng vệ cẩn mật, người Mandalore phải hợp sức với con droid sát thủ IG-11 đế tiêu diệt khu trại và bắt được đối tượng– một đứa trẻ thuộc giống loài Yoda. IG-11 định thủ tiêu đứa trẻ, người Mandalore bắn con người máy và mang đứa trẻ đi còn sống. |                             |                     |                                                                             |                      |
| 2 | "Chương 2: Đứa trẻ"         | Rick Famuyiwa       | Jon Favreau                                                                 | 15 tháng 11 năm 2019 |
| Khi đang trên đường mang đứa trẻ về tàu, người Mandalore chiến đấu và giết một đám thợ săn mai phục anh ta. Lúc về tàu, anh mới nhận ra rằng lũ Jawa phiền toái đã thảo dỡ con tàu đem đi bán phế liệu. Anh nỗ lực tấn công chiếc sandcrawler để lấy lại các mảnh của con tàu, lũ Jawa làm choáng và đẩy anh xuống chiếc xe. Ngày tiếp theo, Kuiil giúp anh tìm tới chỗ bọn Jawa và bàn bạc sòng phẳng về chuyện con tàu. Người Mandalore đồng ý lấy quả trứng của một con Mudhorn để đổi lấy các bộ phận mà bon Jawa lấy cắp. Anh đi vào hang ổ của con Mudhorn và bị con thú đánh tơi bời, làm hư bộ giáp. Đúng lúc con Mudhorn chuẩn bị ra đòn chí tử, đứa bẻ sử dụng Thần lực để nâng nó lên, cho phép người Mandalore đâm và giết nó. Anh thu thập quả trứng và trao đổi với lũ Jawa. Người Mandalore và Kuiil lấy lại được các bộ phận và họ cùng nhau ghép lại tàu. |                             |                     |                                                                             |                      |
| 3 | "Chương 3: Tội lỗi"         | Deborah Chow        | Jon Favreau                                                                 | 22 tháng 11 năm 2019 |
| Người Mandalore giao lại đứa trẻ cho Khách hàng tại Nevarro và nhận số tiền thưởng là 20 thỏi sắt Beskar. Không như mọi khi, người Mandalore hỏi Khách hàng về số phận của đứa bé. Ông ta nói rằng đó không phải việc của anh. Anh đắn đo rời khỏi đó. Trở về căn cứ Mandalore, anh sửa chữa lại bộ giáp và được nâng cấp bởi Amorer, tạo ra một bộ giáp hoàn toàn mới từ số Beskar đó, số còn lại thì được trao cho các đứa trẻ Mandalore nhận nuôi. Người Mandalore chấp nhận một phi vụ mới từ Greef Karga và chuẩn bị khởi hành. Thâm tâm cắn rứt, anh quay lại đột kích căn cứ của Khách hàng, tiêu diệt nhiều lính stormtrooper bảo vệ. Anh cứu đứa trẻ khỏi tay Tiến sĩ Pershing trong lúc ông ta đang thử nghiệm trên người đứa bé, nhưng tha mạng ông ta. Trên đường về tàu, anh bị phục kích bởi một toán thợ săn tiền thưởng nhằm lấy đứa bé. Anh từ chối giao nộp nó và một vụ đấu súng diễn ra. Bị áp đảo, may thay, nhóm Mandalore tới hỗ trợ và mở đường máu cho anh chạy thoát lên tàu. |                             |                     |                                                                             |                      |
| 4 | "Chương 4: Chốn an toàn"    | Bryce Dallas Howard | Jon Favreau                                                                 | 29 tháng 11 năm 2019 |
| Đáp lên hành tinh Sorgan thưa thớt dân cư, người Mandalore gặp Cara Dune, một cựu lính nổi dậy. Sau một vụ ẩu đả nhỏ, Dune giải thích rằng cô đang trốn ở đây để "nghỉ hưu sớm", và muốn anh ta rời khỏi đây. Trong khi anh đang chuẩn bị tàu, hai dân chài tiếp cận anh, thuê anh ta để đuổi lũ côn đồ Klatoonia khỏi làng của họ. Anh chấp nhận công việc đổi lấy một chỗ trú tạm, dùng số tiền đó để thuê Cara hợp sức đánh đuổi lũ thổ phỉ. Tại ngôi làng, họ được chăm sóc bởi Omera, một người mẹ góa phụ. Người Mandalore nói với cô rằng chưa một ai từng nhìn thấy mặt của anh kể từ khi tộc Mandalore nhận nuôi anh. Mặc dù biết bọn thổ phỉ sở hữu một con AT-ST cũ của Đế chế, dân làng từ chối di tản, vì vậy người Mandalorian và Dune huấn luyện họ để có thể tự phòng vệ ngôi làng. Họ quấy nhiễu chúng vào ban đêm, Dune lùa con AT-ST vào cái bẫy mà người Mandalore đã giăng sẵn và hủy diệt nó. Hòa bình lại được thiết lập, người Mandalore dự định để Đứa trẻ lại ngôi làng, nhưng sau khi đứa trẻ suýt bị giết bởi một tên thợ săn tiền thưởng làm việc cho Greef Karga, anh đổi ý và mang nó theo. |                             |                     |                                                                             |                      |
| 5 | "Chương 5: Tay súng"        | Dave Filoni         | Dave Filoni                                                                 | 6 tháng 12 năm 2019  |
| Người Mandalore tiêu diệt một phi cơ của Đoàn thợ săn trên không phận Tatooine. Anh hạ cánh xuống một cảng không gian điều hành bởi thợ cơ khí Peli Motto tại Mos Eisley. Anh tìm kiếm một công việc ở catina để trả tiền sửa chữa, gặp một chàng trai trẻ theo nghiệp thợ săn tiền thưởng Toro Calican, người đang theo dấu một lính đánh thuê và sát thủ tinh nhuệ tên Fennec Shand. Calican muốn bắt Shand để gia nhập Tập đoàn, và người Mandalore đồng ý hợp tác sau khi Toro hứa sẽ cho anh giữ tiền. Họ bắt được Shand ở sa mạc, nhưng bị thiệt hại một chiếc xe speeder, vậy người Mandalore đi để lấy lại một phương tiện mà họ đã đi qua để vược xa mạc. Trong khi Calican canh chừng Shand, cô nói với anh ta rằng người Mandalore đã phản bội bang hội, khiến tiền thưởng cho anh ta và đứa trẻ đáng giá hơn cô ta. Shand đề nghị giúp Calican bắt giữ người Mandalore nếu anh ta thả cô ra, nhưng anh ta bắn cô ta và lái chiếc xe speeder còn lại đến bến sửa chữa, bắt Motto và con tin. Người Mandalore đến, sử dụng một ngọn lửa để làm mất phương hướng của Calican và giết chết anh ta. Anh ta lấy tiền của Calican để trả Motto cho việc sửa chữa, cảm ơn cô trước khi rời Tatooine. Ra ngoài sa mạc, một nhân vật bí ẩn tiến đến cơ thể của Shand. |                             |                     |                                                                             |                      |
| 6 | "Chương 6: Tù nhân"         | Rick Famuyiwa       | Cốt truyện : Christopher Yost Kịch bản : Christopher Yost and Rick Famuyiwa | 13 tháng 12 năm 2019 |
| Người Mandalore liên lạc với đối tác cũ của mình, Ran để làm việc. Ran chào đón anh ta đến trạm vũ trụ của anh ta và thông báo cho người Mandalore rằng anh ta cần tàu của mình cho một công việc bao gồm năm người. Anh ta được tham gia cùng với cựu tay súng sắc bén Hoàng gia Mayfeld, người mạnh mẽ Devaronia Burg, phi công người máy Q9-0 và chuyên gia dao của Twi'lek Xi'an cho một nhiệm vụ giải cứu anh trai của Xi'an, Qin, một tù nhân của Cộng hòa Mới. Sau khi xâm nhập vào tàu tù, họ chiến đấu với các nhân viên an ninh và đến phòng điều khiển nơi giám đốc an ninh của con tàu kích hoạt đèn hiệu an ninh trước khi bị Xi'an giết chết. Phi hành đoàn giải cứu Qin và nhốt người mandalorian vào lại. Họ băng qua vùng đất phía đông bắc. Người Mandalore trốn thoát và đánh bại từng thành viên phi hành đoàn, sau đó bắt giữ họ. Q9-0 tìm thấy đứa trẻ sau khi giải mã đường truyền được lưu trữ từ Greef Karga, nhưng bị bắn bởi đứa trẻ trước khi Q9-0 có thể làm hại nó. Người Mandalore giao Qin cho Ran và khởi hành với khoản tiền thưởng của anh ta. Ran ngay lập tức di chuyển để phóng một máy bay chiến đấu để tiêu diệt người Mandalore , nhưng phát hiện ra đèn hiệu Cộng hòa mới đã được đặt vào Qin , dẫn một bộ ba cánh X đến trạm của Ran- nơi họ tấn công. Sau đó ba máy bay của nền Cộng hoà Mới tiêu diệt máy bay chiến của Ran. Trong cảnh cuối cùng tiết lộ, Mayfeld, Burg và Xi’an bị nhốt trong xà lim trên nhà tù, đã được người Mandalore tha mạng. |                             |                     |                                                                             |                      |
| 7 | "Chương 7: Phán xét"        | Deborah Chow        | Jon Favreau                                                                 | 18 tháng 12 năm 2019 |
| Người Mandalore nhận được tin nhắn từ Greef Karga, người nằm trong hội săn tiền thưởng ở thị trấn ở Nevarro bây giờ đã bị tràn ngập bởi quân đội cũ của Đế quốc do Khách hàng lãnh đạo. Karga đề xuất rằng người Mandalore sử dụng Đứa trẻ làm mồi nhử để giết Khách hàng và giải phóng thị trấn. Đổi lại, Karga sẽ bình phương mọi thứ với Hội, điều này sẽ cho phép người dân bản địa và trẻ em sống trong hòa bình. Cảm nhận được một cái bẫy, người Mandalore tuyển dụng Cara Dune và Kuiil để hỗ trợ anh ta, và Kuiil mang đến một IG-11 được xây dựng lại và lập trình lại để bảo vệ Đứa trẻ. Họ gặp Karga và các cộng sự của mình, nhưng bị Mynocks tấn công. Karga bị thương, nhưng Đứa trẻ sử dụng Thần lực để chữa lành vết thương. Đổi lại, Karga giết chết các cộng sự của mình và thú nhận kế hoạch ban đầu của mình là bắn chết người Mandalore và đưa Đứa trẻ đến với Khách hàng. Karga giả vờ rằng Dune đã chiếm được người Mandalore , trong khi Kuiil trả lại đứa trẻ cho con tàu. Trong cuộc họp, quân đội của Moff Gideon đã nổ súng vào tòa nhà và giết chết Khách hàng và vệ sĩ của anh ta, nhốt cả người Mandalore, Karga và Dune vào bên trong. Gideon đến, yêu cầu người Mandalore đưa ra đứa trẻ. Trên sa mạc, hai đội quân trinh sát chặn đường liên lạc của người Mandalore và theo dõi Kuiil, giết chết anh ta và bắt Đứa trẻ. |                             |                     |                                                                             |                      |
| 8 | "Chương 8: Chuộc lỗi"       | Taika Waititi       | Jon Favreau                                                                 | 27 tháng 12 năm 2019 |
| IG-11 giải cứu đứa trẻ khỏi đội quân trinh sát. Gideon cảnh báo Karga, Dune và người Mandalore rằng họ phải đối mặt với cái chết nhất định trừ khi họ đồng ý hỗ trợ anh ta. IG-11 đến và trợ giúp. Gideon gây thương tích cho người Mandalore và ra lệnh phá huỷ toà nhà bằng lửa. Đứa trẻ sử dụng Thần lực để làm chệch hướng súng phun lửa tấn công của tên lính phun lửa. Người Mandalore gửi những người khác qua một cái cống thoát nước cùng với đứa trẻ để tìm sự giúp đỡ từ vùng đất của những người Mandalore, trong khi IG-11 gỡ bỏ mũ của anh ta để điều trị chấn thương đầu. Tham gia cùng với những người khác, người Mandalore tìm thấy nhóm người bí mật của những người Mandalore đã chết hoặc trốn thoát, ngoại trừ Armorer. Cô giao nhiệm vụ cho anh ta chăm sóc đứa trẻ như của chính mình, khám phá nguồn gốc của nó và đưa nó trở lại như cũ. Armorer đưa cho anh ta một tên lửa phản lực (jetpack). Họ được đưa xuống một dòng sông dung nham dưới lòng đất, nhưng khi họ bị phục kích bởi những tên lính, IG-11 tự hủy để tiêu diệt kẻ thù. Gideon tấn công trong một máy bay chiến đấu TIE và người Mandalore sử dụng jetpack để hạ ông, nhưng Moff vẫn sống sót. Người Mandalore rời đi cùng với đứa trẻ, trong khi Karga và Dune ở lại phía sau. Gideon tự mình ra khỏi máy bay chiến đấu đã bị đánh bại của mình với Darksaber, một cổ vật của người Mandalore . |                             |                     |                                                                             |                      |